# آبا ابن
آبا اِبن (‎i‎/ˈɑːbə ˈiːbən/‎،(به عبری: אבא אבן)) دیپلمات، سیاست‌مدار، مترجم، نویسنده و زبان‌شناس برجستهٔ اسرائیلی بود. وی در دوره‌ای حساس از تاریخ اسرائیل، زمام‌دار وزارت امور خارجه، وزارت آموزش و فرهنگ و مقام معاونت نخست‌وزیر اسرائیل شد. وی همچنین به مدت ۱۰ سال، سفیر اسرائیل در ایالات متحده آمریکا و سفیر دائمی اسرائیل در سازمان ملل متحد بود. وی همچنین سال‌ها ریاست مؤسسه علوم وایزمن را برعهده داشت و در ۸ دورهٔ متوالی به عضویت کِنسِت انتخاب شد و چهار سال نیز ریاست کمیسیون امنیت دفاعی و امور خارجی کِنسِت را عهده‌دار بود.

## زندگی
آبا اِبن در ۲ فوریه ۱۹۱۵ در شهر کیپ‌تاون، آفریقای جنوبی در خانواده‌ای یهودی با تبار لیتوانیایی متولد شد. وی در دورانی که دانشجوی زبان‌های شرقی کالج کوئینز دانشگاه کمبریج بود، به شدت درگیر فدراسیون جوانان صهیونیست شد و سردبیری نشریه جوان صهیونیست را برعهده داشت. وی پس از فارغ‌التحصیلی هم‌زمان در سه رشته عربی، عبری و فارسی، به مدت دو سال در کالج پمبروک دانشگاه کمبریج به تحقیق و پژوهش پرداخت تا آنکه در دسامبر ۱۹۳۹ از سوی حییم وایزمن به کار در سازمان جهانی صهیونیسم دعوت شد.
وی با آغاز جنگ جهانی دوم به ارتش بریتانیا پیوست و در مصر و قیمومیت بریتانیا بر فلسطین به عنوان «افسر اطلاعاتی» و در اورشلیم به عنوان رابط میان بریتانیایی‌ها و جامعه یهودیان به فعالیت پرداخت. در سال ۱۹۴۷ و حین انجام خدمت، رمان خاطرات یک دادستان توفیق الحکیم را از عربی به انگلیسی ترجمه کرد.
در سال ۱۹۴۷ و با مطرح‌شدن مسئله فلسطین در سازمان ملل متحد، به نمایندگی از آژانس یهود به نیویورک رفت و به نمایندگی از جامعه یهودیان به عضویت در کمیته مخصوص سازمان ملل متحد در رابطه با مسئله فلسطین منصوب شد و در طرح تقسیم سرزمین فلسطین به به دو کشور عبری و فلسطینی که منجر به قطعنامه ۱۸۱ مجمع عمومی سازمان ملل متحد شد، نقش راهبردی داشت.
در پی پایان‌یافتن قیمومیت بریتانیا بر فلسطین و تشکیل کشور اسرائیل در ۱۴ مه ۱۹۴۸ میلادی، اِبن از سوی دولت اسرائیل مأموریت یافت تا به عنوان نخستین سفیر دائم آن کشور در سازمان ملل متحد و به‌طور هم‌زمان به عنوان سفیر اسرائیل در ایالات متحده آمریکا فعالیت کند. وی به مدت ۱۰ سال در این سمت باقی ماند. در سال ۱۹۵۲ و با وجود نزاع و تنش شدید میان اعراب و اسرائیل، توانست به عنوان نایب‌رئیس مجمع عمومی سازمان ملل متحد انتخاب شود.
اِبن در سال ۱۹۵۹ به اسرائیل بازگشت و به عضویت در کِنسِت به نمایندگی از حزب ماپای انتخاب شد. وی سپس از سوی داوید بن گوریون به سمت وزیر آموزش و فرهنگ اسرائیل منصوب شد و از سال ۱۹۶۰ تا ۱۹۶۳ در این مقام باقی ماند تا آنکه در سال ۱۹۶۳ و در پی تشکیل دولت لوی اشکول با ارتقای مقام به سمت معاون نخست‌وزیر اسرائیل منصوب شد.
اِبن همچنین از سال ۱۹۵۹ تا ۱۹۶۶ ریاست مؤسسه علوم وایزمن را برعهده داشت.
آبا اِبن در سال ۱۹۶۶ به سمت وزیر امور خارجه اسرائیل منصوب شد. او این مقام را تا سال ۱۹۷۴ حفظ کرد. وی نقش مهمی را در توجیه سیاست‌های اسرائیل پس از جنگ شش‌روزه و جنگ یوم کیپور نزد دولت‌های عمده جهان ایفا کرد. وی همچنین نقش بسیار قابل توجهی در تصویب قطعنامه ۲۴۲ و قطعنامه ۳۳۸ شورای امنیت داشت.
وی سپس از سال ۱۹۸۴ تا ۱۹۸۸ ریاست کمیسیون امنیت دفاعی و امور خارجی کِنسِت را برعهده داشت. پس از بازنشستگی از دنیای سیاست، به عنوان استاد مهمان در دانشگاه‌های پرینستون، کلمبیا و جرج واشینگتن به تدریس پرداخت.

## مرگ

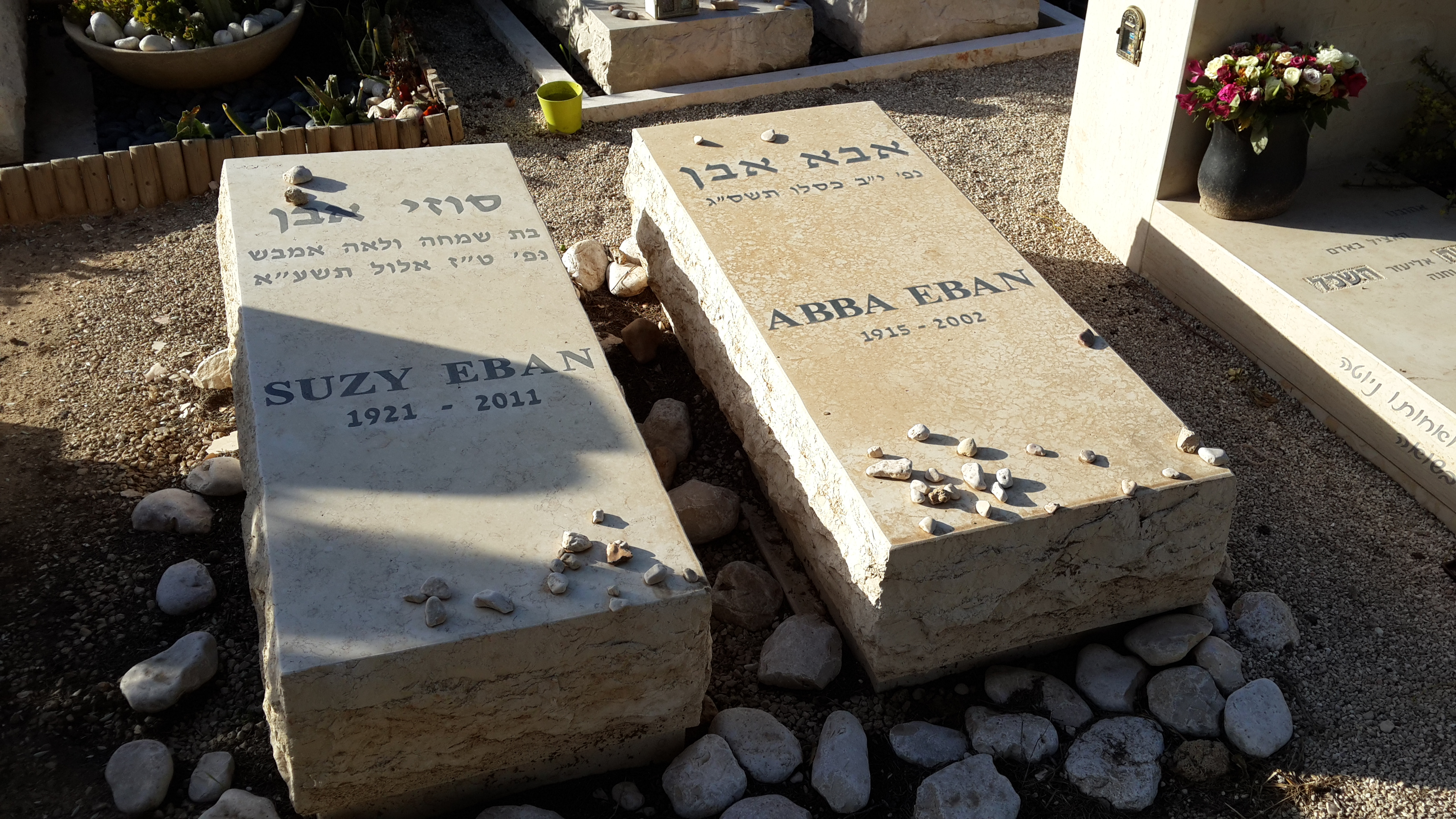
قبر آبا و سوزی اِبن در گورستان کفر شمریاهو‎‎ در شمال تل‌آویو.

آبا اِبن در ۱۷ نوامبر ۲۰۰۲ میلادی و در سن ۸۷ سالگی درگذشت. او را در کفر شمریاهو‎‎ دفن کردند.

## نکات جالب
آبا اِبن به ۱۰ زبان، از جمله زبان فارسی تسلط کامل داشت.
آبا اِبن، شوهر خواهر حییم هرزوگ، ششمین رئیس‌جمهور اسرائیل بود.
در سال ۲۰۰۱ به پاس دستاوردهایش در اعتبار و امنیت کشور، جایزهٔ اسرائیل به وی اعطاء شد.

## کتاب‌ها
- آبا اِبن (۱۹۵۷): صدای اسرائیل
- آبا اِبن (۱۹۵۹): جزر و مد از ناسیونالیسم (Herbert Samuel lecture)
- آبا اِبن (۱۹۶۸): مردمِ من: داستان مردم یهود ISBN 0874412943
- آبا اِبن (۱۹۷۲): کشور من: داستان اسرائیلِ نوین ISBN 0394463145
- آبا اِبن (۱۹۷۷): آبا اِبن: زندگی من ISBN 0394493028
- آبا اِبن (۱۹۸۳): دیپلماسی جدید: روابط بین‌الملل در عصر معاصر ISBN 0394502833
- آبا اِبن (۱۹۸۴): میراث: تمدن و یهودیان ISBN 0671441035
- آبا اِبن (۱۹۸۷): اسرائیل: چهل سال اول شابک ‎۰۶۸۴۱۸۹۰۴۶ (USA) ISBN 0500541272 (UK)
- آبا اِبن (۱۹۹۲): شهادت شخصی، از آن‌چه که از اسرائیل دیدم ISBN 0399135898